# Phyllomedusa camba
Espèce
Statut de conservation UICN

 LC  : Préoccupation mineure
Phyllomedusa camba est une espèce d'amphibiens de la famille des Phyllomedusidae.

## Répartition
Cette espèce se rencontre jusqu'à 450 m d'altitude dans le sud-ouest du bassin amazonien :
- dans le Nord et l'Est de la Bolivie dans les départements de Pando, de Beni, de Cochabamba, de La Paz et de Santa Cruz ;
- dans l'ouest du Brésil dans les États d'Amazonas, d'Acre, du Rondônia et du Mato Grosso ;
- dans le sud-est du Pérou dans les régions de Madre de Dios et d'Ucayali.

## Description
Phyllomedusa camba mesure de 60,8 à 69,6 mm.

## Publication originale
- De la Riva, 1999 : A new Phyllomedusa from southwestern Amazonia (Amphibia: Anura: Hylidae). Revista Espanola de Herpetologıá, vol. 13, p. 123-131.